# Wool Act
Il Wool Act del 1698 (o Woolens Act) fu una legge del Parlamento inglese (10 Will. 3. c. 16) con lo scopo di incrementare la produzione di manufatti di lana in Inghilterra scoraggiando la produzione, la manifattura e l'esportazione di lana irlandese; inoltre, vietava l'esportazione di lana e prodotti derivati dalle colonie americane. La presenza di lana proveniente da queste zone sui mercati interni ed esteri era infatti aumentata di recente, creando concorrenza per l'industria laniera inglese.
La legge proibiva ai coloni americani di esportare lana e prodotti di lana, sia verso mercati esterni alla singola colonia in cui era prodotta, sia per il trasporto da una località all'altra all'interno della stessa colonia. Non impediva la produzione di tessuti di lana per uso personale, ma solo la loro produzione per il mercato. All'epoca, la lana esportata dall'Inghilterra era soggetta a pesanti dazi.
Questa legge, che rientrava negli Atti di Commercio e Navigazione, mirava principalmente alla lana irlandese e stabiliva una politica per distruggere l'industria laniera irlandese. Ebbe scarso effetto sulle colonie americane, rallentandone al massimo il potenziale sviluppo del settore. I negozianti attraversarono un periodo molto difficile durante la vigenza del Wool Act. Alcuni coloni si opposero alla legge acquistando maggiori quantità di lino e canapa.
L'anno successivo venne approvata un'eccezione alla legge con l'Exportation (No. 2) Act 1698 (11 Will. 3. c. 13 s. 9), che consentiva l'esportazione per l'uso da parte dell'equipaggio e dei passeggeri delle navi. Successivamente, nello stesso anno, vennero aboliti i dazi sull'esportazione dall'Inghilterra di manufatti di lana e altri prodotti con il Taxation Act 1698 (11 Will. 3. c. 20).
Il Wool Act del 1698 fu abrogato dallo Statute Law Revision Act del 1867.